# Hofmillerstraße 11 (München)

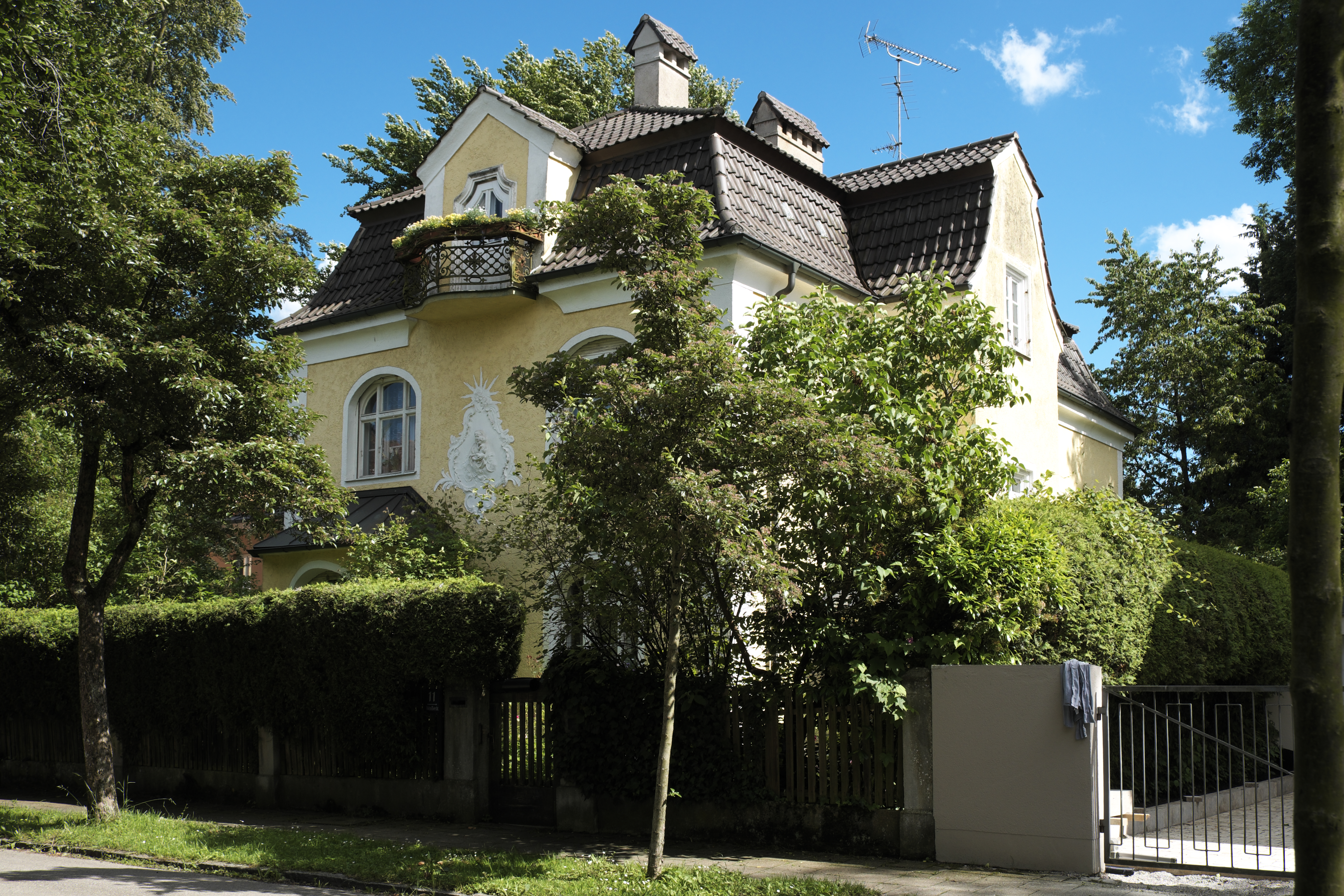
Haus Hofmillerstraße 11 in Obermenzing

Das Wohnhaus Hofmillerstraße 11 im Stadtteil Obermenzing der bayerischen Landeshauptstadt München wurde um 1900 errichtet. Die Villa an der Hofmillerstraße ist ein geschütztes Baudenkmal.
Der barockisierende Mansarddachbau wurde vermutlich vom Büro August Exter entworfen. Er besitzt einen straßenseitigen Erdgeschosserker und ein mittleres Zwerchhaus mit Balkon. Das Haus wurde 1906 nach hinten erweitert.